# 邓小平文选
《邓小平文选》，简称“邓选”，是中国共产党的第二代中央领导集体核心邓小平的文集，收录他的讲话、文章、谈话记录等。由人民出版社出版，解放军出版社也获得授权翻印了一部分。目前分三卷。覆盖范围为第一卷1938-1965年，第二卷1975-1982年，第三卷1982-1992年。

## 版本

### 中文版本
- 1983年7月，《邓小平文选》（1975-1982年）出版，收入邓小平在1975年至1982年9月之重要著作，共有講話、談話等47篇，邓小平在本書編輯時逐篇審定全部文稿。
- 1989年5月，《邓小平文选》（1938-1965年）出版，收入邓小平在1938年至1965年之重要著作，共有講話、談話等39篇，邓小平在本書編輯時逐篇審定全部文稿。
- 1993年10月，《邓小平文选》第三卷（ISBN 7-01-001863-4）出版，收入邓小平在1982年9月至1992年2月之重要著作，共有講話、談話等119篇，邓小平在本書編輯時逐篇審定全部文稿。
- 1994年10月，經邓小平同意，《邓小平文选（1938-1965年）》出版第二版，改稱《邓小平文选》第一卷（ISBN 7-01-002067-1），增補4篇著作。
- 1994年10月，經邓小平同意，《邓小平文选（1975-1982年）》出版第二版，改稱《邓小平文选》第二卷（ISBN 7-01-002070-1），增補14篇著作，原收入本卷之〈中國共產黨第十二次全國代表大會開幕詞〉移入《邓小平文选》第三卷。

### 外文译本
- 1983年，日文版《邓小平文选》（1975-1982年），中共中央编译局翻译，外文出版社出版。1985年又出了英文、西班牙文和阿拉伯文版。
- 1992年，外文出版社出版英文、西班牙文和日文版《邓小平文选》（1938-1965年）。
- 1993年，外文出版社从中文第三卷中选出9篇，翻译成英文的《邓小平论香港问题》。
- 1994年8月，外文出版社出版《邓小平文选》第三卷的英文、西班牙文、日文、法文和俄文版。